# Ернст I (князь Гогенлое-Лангенбурзький)
Ернст I (нім. Ernst I, 7 травня 1794 —  12 квітня 1860) — представник німецької знаті XVIII—XIX століття, принц Гогенлое-Лангенбурзький, князь Гогенлое-Лангенбургу у 1825—1860 роках.

## Життєпис
Ернст народився 7 травня 1794 року у Лангенбурзі. Він був старшим сином та п'ятою дитиною в родині князя Гогенлое-Лангенбурзького Карла Людвіга та його дружини Амалії Генрієтти Сольмс-Барутської.
Успадкував князівство у квітні 1825. У віці 33 років побрався із старшою зведеною сестрою британської принцеси Вікторії, 20-річною Феодорою Лайнінгенською. Церемонія пройшла у Кенсінгтонському палаці 18 лютого 1828. У подружжя народилося шестеро дітей
Помер у Баден-Бадені 12 квітня 1860 року. Був похований на родинному цвинтарі в Лангенбурзі.

## Нагороди
- Орден Вюртемберзької корони (1830).

## Родина
Дружина — Феодора Лайнінгенська
Діти:
- Карл Людвіґ (1829—1907) — князь Гогенлое-Лангенбургу 12—21 квітня 1860, після чого зрікся правління на користь молодшого брата, був морганатично одружений із Марією Ґратволь, для якої було створено титул баронеси фон Бронн, мав із нею сина та двох доньок;
- Еліза Адельгейда (1830—1850) — померла у віці 19 років бездітною та неодруженою;
- Герман Ернст (1832—1913) — князь Гогенлое-Лангенбургу у 1860—1913, був одружений з Леопольдіною Баденською, мав із нею сина та двох доньок;
- Віктор Франц (1833—1891) — граф Ґлейхен, адмірал британського флоту, був одружений із Лаурою Вільгельміною Сеймур, мав із нею чотирьох дітей;
- Адельгейда (1835—1900) — дружина номінального герцога Шлезвіг-Гольштейна Фрідріха VIII, мала із ним семеро дітей;
- Феодора Вікторія (1839—1972) — дружина герцога Саксен-Мейнігенського Георга II, мала із ним трьох синів.